# Lucifer (Fernsehserie)
Lucifer ist eine US-amerikanische Fernsehserie, die zunächst beim Sender Fox ausgestrahlt und ab der vierten Staffel im Auftrag von Netflix produziert wurde. Sie basiert auf den gleichnamigen beim Label Vertigo erschienenen Comics von Mike Carey (Figur erdacht von Neil Gaiman) und wurde von Tom Kapinos, dem Schöpfer von Californication, adaptiert.

## Handlung
Die Serie handelt von Lucifer, der unglücklich die Hölle und seinen Thron aufgibt, um in Los Angeles mit Hilfe seiner dämonischen Barkeeperin Mazikeen einen Nachtclub namens „Lux“ zu betreiben. Sein Verlangen, Schuldige zu bestrafen, hat er jedoch nicht verloren, weswegen er dem LAPD – genauer Detective Chloe Decker – mit seinen übernatürlichen Fähigkeiten hilfreich zur Seite steht. Seine unerlaubte Abwesenheit von seinem Arbeitsplatz in der Hölle ruft jedoch seinen Bruder – den Engel Amenadiel – auf den Plan, der Lucifer zur Rückkehr bewegen will, da andernfalls er dessen Job aufgehalst bekommt. Da Lucifer menschliche Gefühle nicht konkret versteht (respektive seine eigenen, da er selbst beginnt, welche zu empfinden), sucht er sich professionelle Hilfe bei der Psychotherapeutin Linda Martin. Die Charaktere klären in den einzelnen Episoden regelmäßig Mordfälle, während der Zuschauer langsam in die Beweggründe Lucifers und dessen problematische Beziehung zu seinem Vater und seiner Mutter eingeführt wird.

### Staffel 1
Lucifer Morningstar wird durch den Tod einer von ihm einst geförderten jungen Frau in die Mordermittlungen von Detective Chloe Decker hineingezogen. Nach erfolgreichem Abschluss des Falls beschließt Lucifer, dass er Chloe weiterhin bei Ermittlungen helfen möchte, da er dabei mehr Spaß hatte als beim Führen seines Nachtclubs. Chloe hat derzeit keinen Partner, da sie sich im Department offen gegen einen Kollegen stellt, der im Dienst angeschossen worden war, während er – nach Chloes Ansicht, die ihn heimlich beobachtet hatte – Bestechungsgeld angenommen hatte. Lucifer benimmt sich zwar oft unangemessen (da er die menschlichen Beweggründe nicht immer versteht), allerdings hilft er bei den Ermittlungen oft durch seine Fähigkeiten als Teufel – die Menschen offenbaren ihm auf Wunsch ihre tiefsten Begierden. Im Lauf der Staffel stellt sich heraus, dass Chloes Ex-Mann auf seinen Kollegen Detective Graham geschossen hatte. Amenadiel versucht auf unterschiedliche Weise, Lucifer zur Rückkehr in die Hölle zu zwingen (als angeblicher Kollege horcht er Lucifers Therapeutin aus, später verbündet er sich mit Maze) und holt den angeschossenen, im Koma liegenden Detective ins Leben zurück. Malcolm Graham soll Lucifer, der inzwischen herausgefunden hat, dass ihn Chloes Gegenwart verwundbar macht, töten. Letztendlich dreht Graham nach seinem Aufenthalt in der Hölle (während des Komas) und seiner neuen Chance durch und tötet Lucifer und plant, auch Chloe zu töten. Lucifer bittet seinen Vater sterbend um Hilfe, der ihn wiederbelebt, im Austausch dafür, dass Lucifer einen aus der Hölle entkommenen Gefangenen zurückbringt.

### Staffel 2
Der entkommene Gefangene stellt sich als Lucifers Mutter – Gottes Ex – heraus, die als körperlose Seele in einen kurz zuvor gestorbenen Körper eintaucht. Nach einigen Fehlschlägen landet sie im Körper der Anwältin Charlotte Richards. Sie sucht Lucifer auf, der nach einigem Hin und Her beschließt, sie nicht zurück in die Hölle zu bringen, sondern sie zur Strafe auf der Erde zu lassen. Uriel, ein weiterer Bruder Lucifers, taucht auf und droht, Chloe etwas anzutun, wenn Lucifer seinen Deal mit Gott nicht einhält. Amenadiel kann gegen Uriel nichts mehr ausrichten, da er seine Kräfte (und seine Flügel) verloren hat. Um Chloe zu schützen, tötet Lucifer Uriel mit Azraels Schwert – eine Waffe, die auch göttliche Wesen töten kann. Aus Wut über Uriels Tod, den Gott hätte verhindern können, schließt sich Amenadiel den Racheplänen seiner Mutter, Gott zu töten, an.
Zeitgleich zu all dem ist Dan inzwischen suspendiert worden (wegen seiner Vergehen im Zusammenhang mit Malcolm Graham, die er gestanden hatte) und Chloe hat zusammen mit Trixie (ihrer Tochter) eine gemeinsame Wohnung mit Maze, da sie eine eigene haben wollte (die vorige gehört ihrer Mutter).
Linda wirft Lucifer inzwischen in der Therapie vor, mit all seinen neuen „Metaphern“ (seiner Mutter und dem Mord an seinem Bruder) nicht mehr mitzukommen und verlangt, dass er endlich ehrlich sein soll – woraufhin er ihr sein Teufelsgesicht zeigt. Linda zieht sich daraufhin von Lucifer und Maze zurück, überwindet ihre Furcht aber, als Maze ihr begeistert von ihrem „Menschenjob“ berichtet – sie ist Kopfgeldjägerin geworden.
„Charlotte“, Lucifer und Amenadiel haben inzwischen herausgefunden, dass das „flammende Schwert“, mit dem sie die Tore zum Himmel zerschneiden und Gott töten wollen, in drei Teile zerteilt wurde. Azraels Schwert ist ein Teil, ein weiterer taucht als Gürtelschnalle eines Insassen einer Irrenanstalt auf (der sich für Gott hielt – und tatsächlich dessen Erinnerung an seine Frau hatte) und der letzte ist Amenadiels Anhänger. Inzwischen hat Lucifer von dem Plan, seinen Vater zu töten, Abstand genommen und will das Schwert vernichten. Gottes Ex hat es aber mit der Rückkehr eilig, weil ihr menschlicher Körper ihre Essenz nicht mehr lange halten kann. Sie erfährt von Linda, dass Lucifer gar nicht in den Himmel zurück möchte (und nur sie und Amenadiel dort bleiben sollen) und will ihn zwingen, ihr das Schwert zu geben. Letztendlich zerschneidet Lucifer mit dem Schwert das Universum und gibt ihr somit einen Ort für einen echten Neuanfang.

### Staffel 3
Lucifers ernsthafter Versuch, Chloe endlich sein wahres Gesicht zu zeigen, scheitert, da er zuvor niedergeschlagen und in die Wüste verschleppt wird. Dort stellt er fest, dass seine Flügel wieder da sind, aber dafür sein Teufelsgesicht fort ist. Verantwortlich dafür macht Lucifer einen urbanen Mythos, den „Sündenmann“. Dieser taucht zeitgleich mit Chloes neuem Boss Marcus Pierce auf, der mit dem Sündenmann noch eine Rechnung offen hat, da dieser zuvor in Chicago Pierce‘ Bruder getötet habe. Pierce hat im Department viele Fans – nur Lucifer, Dan und Chloe sind nicht begeistert, da Pierce zu ihnen sehr direkt bzw. unhöflich ist. Amenadiel hat seine Kräfte nicht zurück, obwohl er zu Lindas Rettung am vorigen Staffelfinale die Zeit anhalten konnte und glaubt nun, dass Gott ihn prüfe, indem dieser wolle, dass er auf Lucifer aufpasse.
Charlotte Richards hat wider Erwarten überlebt und keine Erinnerungen an alles, was mit ihrem Körper passiert ist, da sie währenddessen in der Hölle war (sie hat als Anwältin schließlich bewusst schuldige Menschen vor der Strafverfolgung gerettet). Nach einigen Anlaufschwierigkeiten landet sie bei Linda in der Therapie und erfährt durch Amenadiel und später Lucifer die ganze Wahrheit. Sie beschließt, ihr Leben zu ändern und nun für die Staatsanwaltschaft zu arbeiten, um nach ihrem Tod nicht wieder in der Hölle zu landen.
Währenddessen haben sich Amenadiel und Linda angenähert und sind ein heimliches Paar, weil Maze gegen diese Beziehung ist. Maze hat in der ganzen Staffel Probleme damit, dass sie menschliche Gefühle bekommen hat und ist zunächst wütend auf Linda und Amenadiel wegen der verheimlichten Beziehung und dann auf Lucifer, der sich weigert, sie zurück in die Hölle zu fliegen.
Bei Lucifers Jagd auf den Sündenmann stellt sich heraus, dass Pierce in Wirklichkeit Kain ist, der erste Mörder der Menschheit. Dieser hat ein Mal am Arm, das Amenadiel ihm einst verpasste, und das dafür sorgt, dass er sich auch von den schwersten Verletzungen wieder erholt. Das Department kann den Sündenmann verhaften, den Lucifer dann indirekt entführt, um ihn zur Rede zu stellen. Dabei stellt sich heraus, dass der verhaftete Sündenmann nur ein Handlanger des echten war – Marcus Pierce / Kain. Kain will endlich sterben und es ergibt sich eine Allianz mit Lucifer (der sie beide von Gott manipuliert glaubt), ohne dass das Department von Pierce‘ Identität als wahrer Sündenmann erfährt. Lucifer gibt die Tötungsversuche schließlich auf (wobei er sogar Abel aus der Hölle geholt hatte), da sie Chloe in Gefahr brachten. Diese beginnt, sich in Pierce zu verlieben, was zu dessen neuem Plan passt.
Linda beendet inzwischen die Beziehung zu Amenadiel, da ihr die Freundschaft mit Maze wichtiger ist. Maze allerdings bleibt weiterhin wütend, benimmt sich immer verantwortungsloser als WG-Mitglied und ist extrem verletzend gegenüber Trixie, weshalb sie bei Chloe auszieht und sich mit Pierce verbündet. Dieser meint, wenn Chloe sich in ihn verliebt, würde er sterblich, da ihre Beziehung zu Lucifer diesen ja ebenfalls verwundbar macht. Darum will er, dass Maze seine Liebesbeziehung mit Chloe unterstützt, damit der Tod des sterblich gewordenen Pierce Lucifer angehängt werden kann. Maze macht mit, da sie Chloe dafür verantwortlich hält, dass Lucifer nicht in die Hölle zurück möchte – was er nach einem Mord müsste. Als Pierce merkt, dass Chloe ihn tatsächlich liebt, beendet er die Beziehung, weil er sie nicht verletzen möchte. Durch diese selbstlose Tat verschwindet sein Mal, woraufhin er aber nicht mehr sofort sterben möchte, sondern Chloe zurückgewinnen und mit ihr zusammen alt werden möchte. Lucifer merkt nun endlich, wie sehr er Chloe liebt und setzt Amenadiel darauf an, Pierce durch seine offizielle Entlarvung als Sündenmann aus dem Weg zu schaffen. Amenadiel bekommt dabei Hilfe von Charlotte Richards.
Maze soll Amenadiel für Pierce verletzen, da das Töten von Gottes Lieblingssohn dessen Mal wieder zurückbringen soll. Maze bringt es aber nicht übers Herz. Pierce versucht Amenadiel zu erschießen, allerdings wirft sich Charlotte dazwischen und stirbt. Daraufhin erweist sich Amenadiels Vermutung wegen der verschwundenen Kräfte als richtig: Engel sind selbstbestimmte Wesen und können sich ihre Kräfte (und ihre Unsterblichkeit) unbewusst nehmen, aber auch wiederbekommen. Er fliegt Charlotte mit seinen wiedergewonnenen Flügeln in den Himmel.
Dan findet unter Charlottes Sachen Hinweise auf Pierce‘ Identität als Sündenmann. Er arbeitet heimlich mit Chloe, Ella und Lucifer gegen Pierce, der das aber schnell durchschaut und Lucifer und Chloe in eine Falle lockt. Lucifer rettet Chloe das Leben, indem er seine Flügel als Schild nutzt. Pierce stirbt und wird wegen der Schuldgefühle wegen Charlottes Tod in der Hölle landen. Chloe sieht am Ende Lucifers zurückgekehrtes Teufelsgesicht.

### Staffel 4
Chloe hat sich offiziell eine Auszeit beim LAPD gegönnt, in Wirklichkeit verarbeitete sie die Wahrheit über Lucifer als tatsächlichen Fürst der Hölle. Dabei traf sie in Rom auf einen dubiosen Pater der Exorzismusgesellschaft, der Lucifers Anwesenheit auf der Erde für zu gefährlich hält. Laut einer alten Prophezeiung würde das Böse entfesselt, wenn der Teufel seine erste Liebe finde. Chloe ringt mit sich, da Lucifers wahre Identität sie zwar verschreckt, sie aber gleichzeitig weiß, dass er nicht böse ist und ihm viele Dinge angehängt wurden. Als sie sich gegen den Plan von Pater Kinley entscheidet, schwärzt dieser sie bei Lucifer an. Chloes Verrat (sie sollte Lucifer betäuben, damit Kinley ihn mit einem Ritual zurück in die Hölle schicken könnte – Kinley weiß offensichtlich von Lucifers Verwundbarkeit in Chloes Nähe) führt zur Trennung von ihr und Lucifer.
Maze ist inzwischen zurückgekehrt und bringt ihre Beziehung zu Chloe und Trixie wieder in Ordnung.
Dan ist lange sehr wütend auf Lucifer, da dieser schon lange von Pierce‘ Identität als „Sündenmann“ wusste und deshalb an Charlottes Tod Schuld sei.
Eva langweilt sich im Himmel und zieht schließlich bei Lucifer ein. Ihr Einfluss und Dans Beschuldigungen sorgen dafür, dass Lucifer aus Trotz und Selbsthass als Teufel Verbrecher strafen möchte und dabei einem Mann das Rückgrat bricht. Dan wiederum sagt das dem (gefährlichen) Vater des Opfers und riskiert damit indirekt das Leben von Chloe und Trixie. Das bringt ihn zur Vernunft und er setzt sich mit seiner Trauer um Charlotte auseinander.
Chloe versucht Lucifer bei einem Schusswechsel instinktiv zu schützen, sodass beide sich aussprechen. Als Lucifer von der Prophezeiung erfährt, beendet er die Beziehung zu Eva (die seine erste war) und erkennt durch Linda, dass er sich selbst hasst (was sein Teufelsgesicht erklärt). Eva will Lucifers Liebe zurück, wobei ihr Maze hilft. Dabei merkt Maze, dass sie Eva liebt, die das aber nicht bemerkt. Nach einer Entführung (von Kinley) und Planänderungen besetzt ein Dämon den toten Priester. Als dieser von Lucifer erfährt, dass der nicht mehr zurück in die Hölle will und es gleichzeitig mit dem neugeborenen Charlie (Amenadiels und Lindas Sohn) ein Himmelswesen gibt, das diesen Thron übernehmen kann, holt er viele weitere Dämonen auf die Erde (obwohl Lucifer diese Art der Körperbesetzung verboten hatte). Maze, Amenadiel und Lucifer retten Charlie. Eva hat ebenfalls mitgeholfen (sie ist am Plan der Dämonen Schuld) und Maze gesteht ihr ihre Gefühle. Eva erbittet sich Zeit und geht. Lucifer schickte zuvor alle Dämonen in seiner Gestalt als Höllenfürst und einem deutlichen Befehl zurück. Es kommt am Ende zu einer Aussprache zwischen Chloe und Lucifer – er nennt sie zum ersten Mal „Chloe“ und gesteht ihr seine (erste) Liebe. Zur Sicherheit der Menschheit kehrt Lucifer zurück in die Hölle – nicht mehr mit den „Fledermausflügeln“, sondern mit seinen echten.

## Produktion und Veröffentlichung
Die erste Staffel wurde in den USA auf dem Sender Fox vom 25. Januar 2016 bis zum 25. April 2016 ausgestrahlt. Im deutschsprachigen Raum fand die Veröffentlichung der ersten Staffel am 15. Juli 2016 bei Amazon Video per Streaming statt. Die Ausstrahlung im Free-TV erfolgte ab dem 1. Februar 2017 auf ProSieben.
Die Ausstrahlung der zweiten Staffel begann in den USA am 19. September 2016. Am 31. Oktober 2016 wurde bekannt, dass die zweite Staffel aufgrund guter Quoten von 13 auf 22 Episoden aufgestockt wurde. Im Februar 2017 wurde die Serie um eine dritte Staffel verlängert. Im März 2017 gab Fox bekannt, dass vier für sich allein stehende Episoden der zweiten Staffel erst im Herbst 2017 gesendet und so der dritten Staffel zugeordnet werden. Die zweite Staffel umfasste somit nur 18 Episoden.
Netflix gab im Juni 2018 die Produktion einer vierten Staffel mit zehn Folgen von Lucifer in Auftrag, nachdem die Serie im Mai 2018 nach drei Staffeln von Fox zunächst eingestellt worden war. Trotz des internationalen Wechsels auf Netflix läuft die vierte Staffel in Deutschland und Österreich seit dem 9. Mai 2019 exklusiv auf Prime.
Im Juni 2019 verlängerte Netflix die Serie um eine fünfte Staffel, mit insgesamt 16 Episoden. Darin spielt Schauspieler Dennis Haysbert die Rolle von Gott.
Im Juni 2020 gab Netflix die Produktion einer sechsten und letzten Staffel in Auftrag. Diese wurde am 10. September 2021 auf Netflix veröffentlicht.

## Besetzung und Synchronisation
Die deutschsprachige Synchronisation entstand nach einem Dialogbuch und unter der Dialogregie von Victoria Sturm durch die Synchronfirma Arena Synchron in Berlin.
| Rolle                            | Schauspieler       | Hauptrolle (Episode) | Nebenrolle (Episode)                               | Synchronsprecher   | Bemerkungen                                                                               |
| -------------------------------- | ------------------ | -------------------- | -------------------------------------------------- | ------------------ | ----------------------------------------------------------------------------------------- |
| Lucifer Morningstar              | Tom Ellis          | 1.01–6.10            |                                                    | Manou Lubowski     | ehemaliger Fürst der Finsternis, gefallener Engel, Psychoanalytiker                       |
| Michael                          | Tom Ellis          | 5.01–5.09            | 5.14, 5.16, 6.02                                   | Manou Lubowski     | Engel, Zwillingsbruder von Lucifer                                                        |
| Chloe Jane Decker                | Lauren German      | 1.01–6.10            |                                                    | Giuliana Jakobeit  | Detective beim LAPD                                                                       |
| Jack Monroe                      | Lauren German      |                      | 5.04                                               | Giuliana Jakobeit  | Privatdetektiv im Jahr 1946                                                               |
| Daniel „Dan“ Espinoza            | Kevin Alejandro    | 1.01–6.10            |                                                    | Dennis Schmidt-Foß | Detective beim LAPD, Ex-Mann von Chloe                                                    |
| Amenadiel                        | D. B. Woodside     | 1.01–6.10            |                                                    | Oliver Feld        | Engel, Bruder von Lucifer, Gott (ab Staffel 6)                                            |
| Mazikeen „Maze“ Smith            | Lesley-Ann Brandt  | 1.01–6.10            |                                                    | Melanie Hinze      | Dämonin, Lucifers persönliche Leibwächterin; Kopfgeldjägerin (ab Staffel 2)               |
| Lily Rose / Lilith               | Lesley-Ann Brandt  |                      | 5.04                                               | Melanie Hinze      | Mutter tausender Dämonen/-innen, Sängerin                                                 |
| Dr. Linda Martin                 | Rachael Harris     | 1.01–6.10            |                                                    | Cathlen Gawlich    | Psychotherapeutin und kurzzeitig Lucifers Sexpartnerin, später Mutter von Amenadiels Sohn |
| Beatrice „Trixie“ Espinoza       | Scarlett Estevez   | 1.01–4.10            | 5.01, 5.04, 5.10–5.11, 5.15, 6.04, 6.07, 6.09–6.10 | Xara Eich          | Tochter von Chloe und Dan                                                                 |
| Malcolm Graham                   | Kevin Rankin       | 1.07–1.13            |                                                    | Olaf Reichmann     | Polizist beim LAPD                                                                        |
| Ella Lopez                       | Aimee Garcia       | 2.01–6.10            |                                                    | Julia Kaufmann     | Forensikerin beim LAPD                                                                    |
| Göttin der Schöpfung             | Tricia Helfer      | 2.01–2.18            | 5.14                                               | Elisabeth Günther  | Mutter von Lucifer und Amenadiel und Frau von Gott im Körper von Charlotte Richards       |
| Charlotte Richards               | Tricia Helfer      | 3.01–3.23            | 3.26, 6.10                                         | Elisabeth Günther  | Anwältin und Staatsanwältin                                                               |
| Shirley Monroe                   | Tricia Helfer      |                      | 5.04                                               | Elisabeth Günther  | Jack Monroes Ehefrau in Lucifers Geschichte                                               |
| Marcus Pierce / Kain             | Tom Welling        | 3.01–3.24            |                                                    | Timmo Niesner      | Lieutenant beim LAPD                                                                      |
| Eva / Eve                        | Inbar Lavi         | 4.03–4.10            | 5.13, 5.16–6.01, 6.05, 6.07, 6.10                  | Marie Bierstedt    | Mutter von Kain, Ex-Geliebte von Lucifer, Geliebte von Mazikeen                           |
| Aurora „Rory“ Decker-Morningstar | Brianna Hildebrand | 6.03–6.10            | 6.02                                               | Maximiliane Häcke  | Tochter von Lucifer und Chloe                                                             |

## Kontroverse
Die US-amerikanische Organisation American Family Association (AFA) versuchte, eine Petition einzureichen, um die Ausstrahlung der Sendung zu verhindern. Als Argument wurde genannt, dass die Serie Satan als fürsorgliche liebenswerte Person im menschlichen Gewande glorifiziere. Bis zur Premiere hatte sie 31.312 Unterschriften gesammelt.

## DVD-Veröffentlichung
Die DVD-Box zur ersten Staffel wurde am 26. Oktober 2017 veröffentlicht. Die zweite Staffel am 18. Oktober 2018 und die dritte Staffel am 26. September 2019. Am 28. Mai 2020 wurde die vierte Staffel und am 28. Oktober 2021 die fünfte Staffel hierzulande veröffentlicht. Die sechste und letzte Staffel wurde am 18. August 2022 auf DVD veröffentlicht. Am 20. Oktober 2022 erschien auch eine Gesamtbox mit allen Staffeln.